# 苞叶蓟
苞叶蓟（学名：Cirsium verutum）为菊科蓟属的植物。分布于尼泊尔、印度以及中国大陆的西藏等地，生长于海拔2,900米至3,900米的地区，多生长在栎树林缘、冷杉林中或山坡草丛中，目前尚未由人工引种栽培。